# Trondhjems Sjøfartsmuseum
Trondhjems Sjøfartsmuseum er et museum i Trondheim, Norge, der beskæftiger sig med søfart. Museet blev grundlagt i 1920 og har siden 1971 holdt til i det gamle slaveriet på Brattøra, der også kaldes Brattørvakta i Kjøpmannsgata 75.
Trøndelag Folkemuseum og Kystmuseet i Sør-Trøndelag har ansvar for driften af museet som en del af Museerne i Sør-Trøndelag.

## Udstilling
Museet udstilling er delt i to og formidler sejlskibstiden og Trondheim som søfartsby og damskibstid, med særlig fokus på Det Nordenfjeldske Dampskibsselskab. Museets samling indeholder blandt andet modeller af sejlskibe, gallionsfigurer, skibsinstrumenter, billeder og malerier af trønderske sejlskibe og lokaltrafikken på Trondheimsfjorden. Her findes også et bibliotek med bøger og tidsskrifter om skibe og søfartshistorie og computere med adgang databaser med oversigt over søfolk, skibsregistre, genstande og fotografier.
63°25′4.24″N 10°24′18.9″Ø / 63.4178444°N 10.405250°Ø